# Hrvatski nogometni kup 2003-2004
La Hrvatski nogometni kup 2003./04. (coppa croata di calcio 2003-04) fu la tredicesima edizione della coppa nazionale croata, fu organizzata dalla Federazione calcistica della Croazia e fu disputata dal settembre 2003 al maggio 2004.
Il detentore era l'Hajduk Spalato, che in questa edizione fu eliminato ai quarti di finale. L'Hajduk si rifece vincendo il campionato.
Il trofeo fu vinto dalla Dinamo Zagabria, al suo settimo titolo nella competizione, la quattordicesima coppa nazionale contando anche le sette della Coppa di Jugoslavia.
La vittoria diede alla Dinamo la qualificazione alla Coppa UEFA 2004-2005.

## Formula e partecipanti
Alla competizione parteciparono le migliori squadre delle divisioni superiori, con la formula dell'eliminazione diretta. I primi turni erano a gara singola, mentre quarti, semifinali e finale erano ad andata e ritorno.
Al turno preliminare accedono le squadre provenienti dalle  Županijski kupovi (le coppe regionali): le 21 vincitrici più le finaliste delle 11 coppe col maggior numero di partecipanti.
Le prime 16 squadre del ranking quinquennale di coppa (63 punti alla vincitrice della coppa, 31 alla finalista, 15 alle semifinaliste, 7 a quelle che hanno raggiunto i quarti, 3 a quelle eliminate agli ottavi, 1 se eliminate ai sedicesimi) sono ammesse di diritto ai sedicesimi di finale.

### Ammesse di diritto ai sedicesimi di finale
Le prime 16 squadre (coi punti) del ranking 1997-2002 entrano di diritto nei sedicesimi della Coppa 2003-04:
- 1 Dinamo Zagabria (221)
- 2 Hajduk Spalato (131)
- 3 Osijek (101)
- 4 Varteks Varaždin (83)
- 5 NK Zagabria (53)
- 6 Cibalia (51)
- 7 Slaven Belupo (29)
- 8 Rijeka (21)
- 9 Hrvatski Dragovoljac (16)
- 10 Pomorac (15)
- 11 Inker Zaprešić (13)
- 12 Segesta (13)
- 13 Belišće (13)
- 14 Zara (13)
- 15 Sebenico (13)
- 16 Kamen Ingrad (10)

### Le finali regionali
Le Županijski kupovi (le coppe regionali) 2002-2003 hanno qualificato le 32 squadre (segnate in giallo) che partecipano al turno preliminare della Coppa di Croazia 2003-04. Si qualificano le 21 vincitrici più le finaliste delle 11 coppe col più alto numero di partecipanti.
| Regione                                 | Vincitore                  | Finalista                     | Risultato     |
| --------------------------------------- | -------------------------- | ----------------------------- | ------------- |
| Regione di Zagabria                     | Vinogradar                 | Udarnik Kurilovec             | ?             |
| Regione di Krapina e dello Zagorje      | Zagorec                    | ?                             | ?             |
| Regione di Sisak e della Moslavina      | Moslavina                  | Naftaš Ivanić                 | ?             |
| Regione di Karlovac                     | Karlovac                   | ?                             | ?             |
| Regione di Varaždin                     | Sloboda Varaždin           | Podravina Ludbreg             | ?             |
| Regione di Koprivnica e Križevci        | Koprivnica                 | Viktorija Vojakovac           | ?             |
| Regione di Bjelovar e della Bilogora    | Bjelovar                   | Zdenka Veliki Zdenci          | ?             |
| Regione litoraneo-montana               | Crikvenica                 | ?                             | ?             |
| Regione della Lika e di Segna           | Nehaj Senj                 | ?                             | ?             |
| Regione di Virovitica e della Podravina | Virovitica                 | ?                             | ?             |
| Regione di Požega e della Slavonia      | Slavonija Požega           | Eminovci                      | 1–0           |
| Regione di Brod e della Posavina        | Željezničar Slavonski Brod | Sloga Nova Gradiška           | ?             |
| Regione zaratina                        | Primorac Biograd           | ?                             | ?             |
| Regione di Osijek e della Baranja       | Metalac Osijek             | Valpovka                      | 2–2 (4-3 dtr) |
| Regione di Sebenico e Tenin             | Vodice                     | ?                             | ?             |
| Regione di Vukovar e della Sirmia       | Graničar Županja           | Vukovar                       | 2–1           |
| Regione spalatino-dalmata               | Mosor                      | ?                             | ?             |
| Regione istriana                        | Pola 1856                  | Jedinstvo Omladinac Nedešćina | ?             |
| Regione raguseo-narentana               | Neretva Metković           | ?                             | ?             |
| Regione del Međimurje                   | Čakovec                    | Mladost Prelog                | ?             |
| Città di Zagabria                       | Croatia Sesvete            | Lučko                         | ?             |

### Riepilogo
| 1ª Divisione 1.HNL | 2ª Divisione 2.HNL | 3ª Divisione 3.HNL | Divisioni inferiori                                                                                     |
| --- | --- | --- | --- |
| dal turno preliminare: | | | |
| | Čakovec Croatia Sesvete Koprivnica Metalac Osijek Pola 1856 Slavonija Požega Sloga Nova Gradiška Valpovka Virovitica Vukovar | Bjelovar Crikvenica Graničar Županja Karlovac Lučko Zagabria Moslavina Mosor Naftaš Ivanić Nehaj Senj Neretva Metković Primorac Biograd Podravina Ludbreg Sloboda Varaždin Udarnik Kurilovec Zagorec Željezničar Slavonski Brod | Jedinstvo Omladinac Nedešćina Mladost Prelog Viktorija Vojakovac Vinogradar Vodice Zdenka Veliki Zdenci |
| dai sedicesimi di finale: | | | |
| Cibalia Dinamo Zagabria Hajduk Spalato Inker Zaprešić Kamen Ingrad Osijek Rijeka Slaven Belupo Varteks Varaždin Zara NK Zagabria | Belišće Hrvatski Dragovoljac Pomorac Segesta Sebenico                                                                        | | |
| non ammesse: | | | |
| Marsonia | Dilj Vinkovci GOŠK Dubrovnik Grafičar-Vodovod Osijek Imotski Međimurje Čakovec Novalja Orijent Rijeka Solin Uskok Klis       | le altre 65 squadre | tutte le altre squadre                                                                                  |
| 1ª Divisione 1.HNL | 2ª Divisione 2.HNL | 3ª Divisione 3.HNL | Divisioni inferiori                                                                                     |

### Calendario
| Turno                | Data                         | Numero gare | Squadre | Entrano in questo turno                                                |
| -------------------- | ---------------------------- | ----------- | ------- | ---------------------------------------------------------------------- |
| Turno preliminare    | 3 settembre 2003             | 16          | 48 → 32 | Vincitrici delle 21 coppe regionali 11 finaliste delle coppe regionali |
| Sedicesimi di finale | 17 settembre 2003            | 16          | 32 → 16 | Le migliori 16 del ranking                                             |
| Ottavi di finale     | 29 ottobre 2003              | 8           | 16 → 8  | Nessuna                                                                |
| Quarti di finale     | 17 marzo 2004 24 marzo 2004  | 8           | 8 → 4   | Nessuna                                                                |
| Semifinali           | 7 aprile 2004 14 aprile 2004 | 4           | 4 → 2   | Nessuna                                                                |
| Finale               | 5 maggio 2004 19 maggio 2004 | 2           | 2 → 1   | Nessuna                                                                |

## Turno preliminare
| Squadra 1                     | Risultato             | Squadra 2         |
| ----------------------------- | --------------------- | ----------------- |
| 3 settembre 2003              |                       |                   |
| Nehaj Senj                    | 1 – 0                 | Vinogradar        |
| Crikvenica                    | 0 – 0 (dts) (0-2 dtr) | Koprivnica        |
| Primorac Biograd              | 2 – 1                 | Karlovac          |
| Neretva Metković              | 2 – 1 (dts)           | Moslavina         |
| Mladost Prelog                | 1 – 3                 | Zagorec           |
| Željezničar Slavonski Brod    | 1 – 3                 | Virovitica        |
| Udarnik Kurilovec             | 1 – 3                 | Vukovar           |
| Pola 1856                     | 1 – 0                 | Slavonija Požega  |
| Sloga Nova Gradiška           | 2 – 1 (dts)           | Graničar Županja  |
| Zdenka Veliki Zdenci          | 1 – 5                 | Croatia Sesvete   |
| Sloboda Varaždin              | 4 – 1                 | Čakovec           |
| Vodice                        | 0 – 0 (dts) (2-3 dtr) | Valpovka          |
| Mosor                         | 3 – 2 (dts)           | Podravina Ludbreg |
| Metalac Osijek                | 1 – 0 (dts)           | Naftaš Ivanić     |
| Jedinstvo Omladinac Nedešćina | 1 – 3                 | Bjelovar          |
| Viktorija Vojakovac           | 2 – 2 (dts) (4-5 dtr) | Lučko             |

## Sedicesimi di finale
| Squadra 1           | Risultato   | Squadra 2            |
| ------------------- | ----------- | -------------------- |
| 17 settembre 2003   |             |                      |
| Primorac Biograd    | 0 – 2       | Hajduk Spalato       |
| Lučko               | 0 – 3       | Dinamo Zagabria      |
| Virovitica          | 1 – 2       | Osijek               |
| Valpovka            | 0 – 2       | Varteks Varaždin     |
| Metalac Osijek      | 1 – 2       | Cibalia              |
| Sloga Nova Gradiška | 0 – 2       | NK Zagabria          |
| Sloboda Varaždin    | 2 – 6       | Pola 1856            |
| Vukovar             | 0 – 1       | Slaven Belupo        |
| Koprivnica          | 0 – 2       | Kamen Ingrad         |
| Croatia Sesvete     | 3 – 0       | Pomorac              |
| Nehaj Senj          | 1 – 7       | Rijeka               |
| Neretva Metković    | 2 – 1 (dts) | Hrvatski Dragovoljac |
| Zagorec             | 1 – 0       | Sebenico             |
| Mosor               | 1 – 0       | Inker Zaprešić       |
| Bjelovar            | 3 – 1       | Belišće              |
| Segesta             | 1 – 4       | Zara                 |

## Ottavi di finale
| Squadra 1       | Risultato   | Squadra 2        |
| --------------- | ----------- | ---------------- |
| 29 ottobre 2003 |             |                  |
| Hajduk Spalato  | 3 – 1       | Zara             |
| Bjelovar        | 1 – 4       | Dinamo Zagabria  |
| Osijek          | 3 – 2       | Mosor            |
| Zagorec         | 0 – 3       | Varteks Varaždin |
| Cibalia         | 4 – 3 (dts) | Neretva Metković |
| Rijeka          | 3 – 0       | NK Zagabria      |
| Croatia Sesvete | 2 – 4       | Pola 1856        |
| Kamen Ingrad    | 2 – 0       | Slaven Belupo    |

## Quarti di finale
| Squadra 1    | Totale | Squadra 2        | Andata     | Ritorno    |
| ------------ | ------ | ---------------- | ---------- | ---------- |
|              |        |                  | 17.03.2004 | 24.03.2004 |
| Cibalia      | 1 – 0  | Hajduk Spalato   | 0 – 0      | 1 – 0      |
| Osijek       | 1 – 5  | Dinamo Zagabria  | 0 – 2      | 1 – 3      |
| Kamen Ingrad | 2 – 5  | Rijeka           | 2 – 3      | 0 – 2      |
| Pola 1856    | 2 – 5  | Varteks Varaždin | 2 – 0      | 0 – 5      |

## Semifinali
| Squadra 1       | Totale | Squadra 2        | Andata     | Ritorno    |
| --------------- | ------ | ---------------- | ---------- | ---------- |
|                 |        |                  | 07.04.2004 | 14.04.2004 |
| Dinamo Zagabria | 4 – 3  | Rijeka           | 4 – 2      | 0 – 1      |
| Cibalia         | 2 – 8  | Varteks Varaždin | 1 – 3      | 1 – 5      |

## Finale
| Squadra 1        | Totale      | Squadra 2       | Andata     | Ritorno    |
| ---------------- | ----------- | --------------- | ---------- | ---------- |
|                  |             |                 | 05.05.2004 | 19.05.2004 |
| Varteks Varaždin | 1 – 1 (gfc) | Dinamo Zagabria | 1 – 1      | 0 – 0      |

### Andata
| Arbitro: | Kovačić (Križevci) |

|            |           |              |
| Kastel 86’ | Marcatori | 33’ Sedloski |

| VARTEKS           |  |                     |  |     |
|                   |  |                     |  |     |
|                   |  | Vladimir Vasilj     |  |     |
|                   |  | Matija Kristić      |  |     |
|                   |  | Goran Granić        |  |     |
|                   |  | Kristijan Polovanec |  |     |
|                   |  | Goran Mujanović     |  | 46’ |
|                   |  | Zoran Kastel        |  |     |
|                   |  | Nikola Šafarić      |  |     |
|                   |  | Igor Jančevski      |  |     |
|                   |  | Leon Benko          |  |     |
|                   |  | Veldin Karić        |  |     |
|                   |  | Nedim Halilović     |  | 69’ |
| A disposizione:   |  |                     |  |     |
|                   |  | Frane Petričević    |  | 46’ |
|                   |  | Ivan Jolić          |  | 69’ |
| Allenatore:       |  |                     |  |     |
| Miroslav Blažević |  |                     |  |     |

| DINAMO          |  |                   |  |     |
|                 |  |                   |  |     |
|                 |  | Ivan Turina       |  |     |
|                 |  | Dino Drpić        |  |     |
|                 |  | Goce Sedloski     |  |     |
|                 |  | Andre Mijatović   |  |     |
|                 |  | Damir Krznar      |  |     |
|                 |  | Ivan Bošnjak      |  | 21’ |
|                 |  | Dalibor Poldrugač |  |     |
|                 |  | Edin Mujčin       |  |     |
|                 |  | Niko Kranjčar     |  | 76’ |
|                 |  | Dumitru Mitu      |  |     |
|                 |  | Eduardo           |  | 41’ |
| A disposizione: |  |                   |  |     |
|                 |  | Dario Zahora      |  | 21’ |
|                 |  | Mihael Mikić      |  | 41’ |
|                 |  | Hrvoje Štrok      |  | 76’ |
| Allenatore:     |  |                   |  |     |
| Nikola Jurčević |  |                   |  |     |

### Ritorno
| Zagabria 19 maggio 2004, ore 18:15 | Dinamo Zagabria     | 0 – 0 referto | Varteks Varaždin | Stadio Maksimir (12 000 spett.)\| Arbitro: \| Trivković (Spalato) \| |
| Arbitro:                           | Trivković (Spalato) |               |                  |                                                                      |

| DINAMO          |  |                   |  |     |
|                 |  |                   |  |     |
|                 |  | Marko Šarlija     |  |     |
|                 |  | Dino Drpić        |  |     |
|                 |  | Goce Sedloski     |  |     |
|                 |  | Andre Mijatović   |  |     |
|                 |  | Mario Jurić       |  |     |
|                 |  | Ivan Bošnjak      |  | 9’  |
|                 |  | Jasmin Agić       |  |     |
|                 |  | Edin Mujčin       |  | 77’ |
|                 |  | Niko Kranjčar     |  |     |
|                 |  | Dumitru Mitu      |  |     |
|                 |  | Branko Strupar    |  | 60’ |
| A disposizione: |  |                   |  |     |
|                 |  | Dario Zahora      |  | 9’  |
|                 |  | Mladen Bartolović |  | 60’ |
|                 |  | Mihael Mikić      |  | 77’ |
| Allenatore:     |  |                   |  |     |
| Nikola Jurčević |  |                   |  |     |

| VARTEKS           |  |                     |  |         |
|                   |  |                     |  |         |
|                   |  | Vladimir Vasilj     |  |         |
|                   |  | Matija Kristić      |  | 15’     |
|                   |  | Goran Granić        |  |         |
|                   |  | Kristijan Polovanec |  |         |
|                   |  | Zoran Kastel        |  |         |
|                   |  | Nikola Šafarić      |  |         |
|                   |  | Igor Jančevski      |  |         |
|                   |  | Nedim Halilović     |  |         |
|                   |  | Leon Benko          |  |         |
|                   |  | Frane Petričević    |  |         |
|                   |  | Veldin Karić        |  |         |
| A disposizione:   |  |                     |  |         |
|                   |  | Goran Mujanović     |  | 15’ 63’ |
|                   |  | Ivan Jolić          |  | 63’     |
| Allenatore:       |  |                     |  |         |
| Miroslav Blažević |  |                     |  |         |

## Marcatori
| Pos. | Giocatore              | Squadra          | Reti |
| ---- | ---------------------- | ---------------- | ---- |
| 1    | Goce Sedloski          | Dinamo           | 7    |
| 2    | Nedim Halilović        | Varteks          | 4    |
| 2    | Zvjezdan Ljubobratović | Bjelovar         | 4    |
| 2    | Mario Pofuk            | Sloboda Varaždin | 4    |